# 常味裕司
常味 裕司（つねみ ゆうじ、1960年 - ）は、アラブ音楽の楽器、ウードの演奏家・奏者。東京都出身。明治大学卒。
日本のみならず、東アジア地域におけるウード演奏家のパイオニア、第一人者と称される。スーダンのウード演奏家のハムザ・エル・ディーン（2006年没）、アラブ世界を代表するチュニジアのウード演奏家のアリ・スリティ（チュニス国立音楽院ウード科教授・2007年没）の巨匠たちから学ぶ。国内では日本人ウード奏者の輩出にも寄与している。また、宇崎竜童と活動を共にするなど、各ジャンルへ影響を与え続けている。全国各地での演奏活動のほか、都内の各国大使館での演奏も数多い。『NHKスペシャル』「新シルクロード」ではアラブ音楽の監修を行なっている。

## ディスコグラフィ

### アルバム
- Arabindia／アラビンディア（1999年）
- STOY／ストーイ（1997年）
- Rabi Sari／ラビィ サリ（2000年）
- Rabi Sari 2／ラビィ サリ 2（2002年）
- STOY 2／ストーイ 2（2006年）
- MA QABLU WA BAAD（2006年）
- Al-Medina　Al-Munawwara／光輝く街（2006年）

### 主な参加CD
- ボンバーマン名曲集&オリジナル・サウンド・トラック（1990年）
- 言葉がよみがえる時／片桐　麻美（1991年）
- 東京楽士（1992年）
- ファイナルファンタジー「竜の章」「星の章」サウンドトラック（1994年）
- ファイナルファンタジー「風の章」「炎の章」サウンドトラック（1994年）
- TININ　天縁／玉城　一美（1997年）
- YATRI／伊藤公朗、美郷、美郷（2000年）
- Themes From Dreams　夢／TATOPANI（2000年）
- THE HAZARD CITY（漂流街）オリジナルサウンドトラック（2000年）
- やの雪 and Aeon eyemoon（2001年）
- Pan-O-Rama Ryo Kunihiko 4th Album（2002年）
- My Dear Masters／Freeman（2003年）
- 心声／ウー・ファン（2003年）
- ホテル・リチャンプール／ブルーアジア（2004年）
- 大陸幻想／手使海ユトロ（2004年）
- 鼓～水にならう～　望月太左衛（2004年）
- ナイマ～メウ・アンジョ～／小野リサ（2004年）
- VIOHAZARD／喜多直毅（2006年）
- 蒼風／上妻宏光（2007年）
- 光年の歌 VOICES BEYOND／林英哲（2007年）
- TANNKA　Original Soundtrack／宇崎竜童（2007年）
- NHKスペシャル「新シルクロード」激動の大地をゆく　オリジナルサウンドトラック（2007年）